# Senjahopen
Senjahopen (eller Senjehopen) är en tätort i Senja kommun i Troms fylke i norra Norge. Orten ligger vid fylkesväg 7868, på västra sidan av Medfjorden, på den norra delen av ön Senja.
Tidigare har orten tillhört dåvarande Bergs kommun.